# Pseudomarthana conspicua
Pseudomarthana conspicua is een hooiwagen uit de familie Epedanidae.